# خوان مارتین کادلاگو
خوان مارتین کادلاگو (انگلیسی: Juan Martín Cadelago؛ زادهٔ ۲۲ ژانویهٔ ۱۹۸۹) بازیکن فوتبال اهل آرژانتین است.
از باشگاه‌هایی که در آن بازی کرده‌است می‌توان به باشگاه ورزشی سن لورنسو آلماگرو اشاره کرد.